# Държавен пътуващ театър
Държавният пътуващ театър е основан през 1992 година.
Разполага със собствена трупа от 18 актьори и 2 зали под наем – със 140 места и 380 места. Годишно поставя 3 продукции и играе около 200 представления. Театърът се финансира смесено от Министерството на културата и от собствени приходи.